# Randolfo Pacciardi

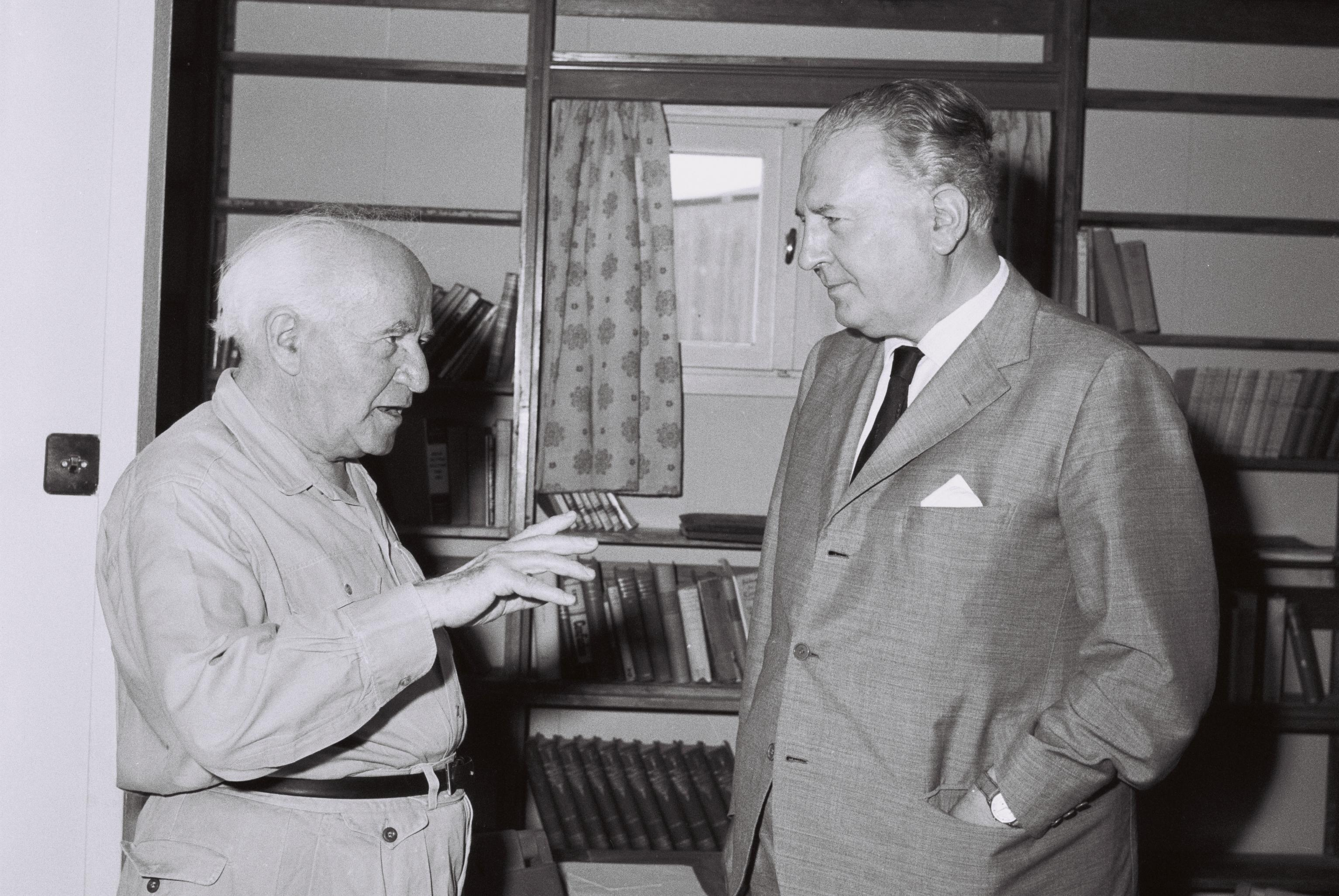
Randolfo Pacciardi visitando David Ben-Gurion em Sde Boker, 1958

Randolfo Pacciardi (Grosseto, 1899 - Roma, 1991), político italiano republicano que lutou na Guerra Civil Espanhola chegando a comandar a 12º Brigada Internacional, durante o conflito.